# George Mason
George Mason a 24 című televíziós sorozat szereplője. Xander Berkeley alakítja. George Mason az 1. és a 2. évadban szerepel.

## Szereplései
|  | Alább a cselekmény részletei következnek! |

### Az 1. évadban
George Mason az 1. részben érkezik a CTU-ba. Jack Bauer úgy gondolja, tud valamit a merényletről David Palmer szenátor ellen. Mason megpróbálja átverni Jacket, Jack erre bemegy az irodájába, és kábítópisztollyal lábon lövi. Utána megzsarolja Masont, aki erre elárulja titkát, és megígéri Jacknek, ezt még nagyon megbánja. Pár résszel később visszatér, és átveszi a „hatalmat” a CTU-ban. Le akarja tartóztatni Jacket, ő azonban idejében elmenekül. Mason ezután Megpróbálja kiszedni Jack 2 segítőtársából, Jameyből és Nina Myersból, hogy hol van Jack. Az évad második felében Jack és Mason egy pusztaságba mennek, ahol készül valami. Meglátnak egy helikoptert a fejük fölött, ebből megértik: Az ellenség tudja, hogy ők itt vannak. Mason beijed, és visszamegy a CTU-ba. Az évad hátralevő részében Mason a CTU-s vezetői irodájában tartózkodik.

### A 2. évadban
Mason továbbra is a CTU vezetője. Megpróbál titokban elmenni Los Angelesből, mikor megtudja, hogy atombomba fog robbanni. Mielőtt azonban elmenne, fölhívják őt ügynökei, akik megtalálták azt a helyet, ahol a bombák készültek. Mason odamegy segíteni, ott azonban radioaktív anyagot lélegez be, és halálos sugárfertőzést kap. Mason tudja, hogy pár órája van hátra, ezért úgy dönt, élete hátralevő részében segít a bombák megtalálásában. Visszamegy a CTU-ba. Az évad közepe táján megtalálják a bombákat, azonban egy önkéntesre van szükség, aki magát föláldozva elrepíti a bombákat a sivatag fölé, hogy ott robbanjanak föl, így nem lesznek áldozatok. Jack vállalkozik erre a feladatra, Mason azonban titokban bemászik Jack gépébe, és 10 perccel a robbanás előtt helyet cserél vele. Jack ejtőernyőn kiugrik a gépből. Masont utoljára akkor látjuk, amikor eltökélt arccal száguld a föld felé. A repülőgép becsapódik a sivatagba, a bomba fölrobban, de nem lesznek áldozatok. George Mason tehát milliónyi életet mentett meg hősi halálával…
|  | Itt a vége a cselekmény részletezésének! |